# Berthold Kellermann
Berthold Kellermann (Nuremberg (Baviera), 5 de març, 1853 - Munic, 14 de juny, 1926), va ser un pianista, professor de piano, director d'orquestra i professor universitari alemany.

## Biografia
Berthold Kellermann va passar la seva infància i joventut a l'actual ciutat de Nuremberg. Va créixer en una llar musical: la seva mare tenia talent per al cant, el seu pare -professor d'una escola agrícola a l'actual districte de Lichtenhof- va treballar a temps parcial com a organista de l'església i va donar a Kellermann les seves primeres lliçons de piano. Cap al 1864, Kellermann va ingressar a l'institut de Nuremberg Aegidianum i, al mateix temps, va assistir a l'escola de música Ramann-Volkmann del 1866 al 1869. Va donar el seu primer concert públic de piano a Schweinfurt el 1869.
Després d'un greu cas de febre tifoide, Kellermann va treballar com a professor suplent a l'escola de música Ramann-Volkmann a partir de 1870 i el mateix any, juntament amb la seva directora, la biògrafa de Liszt, Lina Ramann, va participar en l'assemblea "Tonkunstlera" del centenari de l'aniversari de Ludwig van Beethoven a Weimar on es va presentar a Franz Liszt. Una altra trobada amb Liszt es va produir el 22 de maig de 1872 a les celebracions per a la col·locació de la primera pedra del Festspielhaus de Bayreuth. Liszt estava interessat en el jove músic; El 23 de juny de 1872, va rebre Kellermann al seu apartament de Weimar per a una audició i el va acceptar com a estudiant.
El període d'estudis de Kellermann amb Liszt es va estendre des del 1873 fins al 1878, els primers anys d'abril a octubre, més tard només durant unes poques setmanes a la tardor. Liszt també va recomanar que Kellermann es traslladés a Berlín per ampliar la seva educació general. A partir de 1874, Kellermann va assistir a nombroses conferències a la Universitat Humboldt de Berlín, incloent: en ciències naturals, medicina, filosofia, música i història de l'art. Inicialment es guanyava la vida amb feines ocasionals, més tard com a professor de piano; Des de la tardor de 1875 fins a la tardor de 1876, el pianista Theodor Kullak el va ser emplear a la Nova Acadèmia de Música (Acadèmia Kullak).
Per invitació de Liszt, Kellermann va viatjar al primer Festival de Bayreuth l'estiu de 1876. Isaac Stern va conèixer-lo allà i el va contractar com a professor al seu conservatori privat de música de Berlín a partir de la tardor de 1876.
També per recomanació de Liszt, va tenir la seva primera trobada personal amb Richard Wagner a Bayreuth el 28 de setembre de 1878. Wagner va contractar Kellermann com a professor de piano per a les seves filles i també el va emprar com a copista per a les seves partitures. De vegades, Kellermann també va treballar en la creació de la reducció per a piano de Parsifal. També va assumir la direcció de l'Associació d'Orquestra de Bayreuth, que, entre d'altres, va ser responsable de les representacions d'òpera a la "Margravial Opera House" i va treballar com a pianista del duc Alexandre de Württemberg, que residia al castell de Fantaisie prop de Bayreuth. Aquí Kellermann va conèixer la seva futura esposa, Carola Baronesse von Freiesleben.
La relació entre Kellermann i la família Wagner aviat es va caracteritzar per una forta ambivalència. El 1881 Kellermann va tornar a la seva ciutat natal de Nuremberg i es va dedicar a diverses activitats docents i concerts. Una sol·licitud a Karl von Perfall a la "Royal Bavarian Music School" de Munic a la tardor del mateix any no va tenir èxit; Kellermann va veure el seu compromís amb l'obra de Franz Liszt com la raó d'això. El 1882 va rebre una plaça de professor ajudant a la "Royal Bavarian Music School", on va ser contractat permanentment el 1883.
En els anys següents, Kellermann es va establir cada cop més a Munic. El 1884 es va unir a la Lògia Francmaçó de Munic Zur Kette, que més tard va presidir diverses vegades com a mestre. El 1888 a tot tardar, Kellermann va rebre una càtedra i a partir de 1905 se li va donar el lideratge d'una de les classes magistrals de piano recentment establertes. També va donar classes privades de piano, va assumir la direcció musical de la Societat Coral Acadèmica de Munic el 1892 i va organitzar seminaris per a professors de música. Les obres de Franz Liszt van tenir un paper central en les seves nombroses aparicions en concerts.
El 1917 Kellermann va treballar com a expert en campanes i en aquest paper va participar en la decisió de conservar-les o utilitzar-les amb finalitats militars. L'any de crisi de 1919, va ser nomenat director de la Reial Acadèmia de Música, on va començar una reorganització integral sota la seva direcció. Kellermann es va retirar el 1921 i va morir a Munic el 14 de juny de 1926.

## Família
El 1883 Kellermann es va casar amb la baronessa Carola von Freiesleben, que havia estat promesa amb ell des del 1880. La seva filla Sophie-Hermine va néixer el 28 de maig de 1886 i el seu fill Hellmut el 10 de febrer de 1891.

## Estudiants coneguts
- Franz Beier, Mestre de capella de la cort a Kassel de 1899–1914
- Wanda von Bernhard (1879–1958)
- Tilly Fleischmann (1882–1967)
- Theo Kreiten (1887–1968)
- Heinrich Laber (1880–1950)
- Télémaque Lambrino (1878–1930)
- Heinrich Kaspar Schmid (1874–1953)
- Richard Sternfeld, historiador (1858–1926)
- Richard Trunk (1879–1968)